# Система контроля, инвентаризации, технического сопровождения (СКИТ)
СКИТ (сокращенно от «Система контроля, инвентаризации, технического сопровождения») — программный комплекс, предназначенный для мониторинга, инвентаризации и технического сопровождения ИТ-инфраструктуры организаций и предприятий.

## О системе
- Платформа: операционные системы на базе ядра Linux.
- Тип лицензии: проприетарная лицензия, лицензиату представляется право изучения и редактирования исходного кода.
- Разработчик: АО «ГЛОБУС-ТЕЛЕКОМ»,.

## Возможности
Функционал программного комплекса «СКИТ» состоит из 5 модулей, предназначенных для решения отдельных задач: модуль online-мониторинга ИТ-инфраструктуры, модуль службы технической поддержки, модуль инвентаризации, модуль мониторинга и анализа сетевого трафика (СКИТ.Трафик), модуль мониторинга и анализа телефонного трафика (СКИТ.АТС).

## Аналоги
СКИТ относится к категории систем, предназначенных для мониторинга и управления корпоративной IT-средой, наряду с такими комплексными решениями как Microsoft System Center, BMC Patrol, а также более специализированными решениями в области контроля и мониторинга программно-аппаратных сред HP Automated network management, IBM Tivoli, Nagios , Zenoss, Zabbix, Tibbo systems AggreGate Network Manager, EMC Smarts, CA tecnologies Infrastructure Management, Control-M Workload Automation, IBM Flex System Manager, OpenNMS и др. В 2014 году интегратор ООО «Микротест» провел сравнительное исследование продуктов СКИТ, Microsoft System Center и HP Automated network management. Выделены следующие возможности ПО «СКИТ»:
- не требует стороннего агента для мониторинга, может использовать агентов сторонних производителей (Zabbix, Nagios и др.);
- обеспечивает широкие возможности мониторинга здоровья серверов (CPU, HDD и др.);
- поддерживает транзакционный мониторинг, позволяет выстраивать сервисно-ресурсную модель мониторинга;
- поддерживает низкоуровневую кастомизацию за счет открытого исходного кода и имеет широкие возможности интеграции с другими решениями;
- способен проводить мониторинг практически любого сетевого оборудования за счет дополнительных скриптов;
- может подключаться в виде отдельных (самостоятельных) модулей (мониторинг серверов, мониторинг статистики Netflow, мониторинг voip-трафика и т. д.)[10][11];

- высокие стандарты безопасности (сертификат Минкомсвязи России[12], сертификат ФСТЭК России[13]) и соответствие политике импортозамещения (включен в Единый реестр российских программ для электронных вычислительных машин и баз данных[14][15][16], совместим с аппаратными средствами на базе процессора «Эльбрус»[17]).

Слабыми сторонами ПО «СКИТ» названы:
- отсутствие единой программной платформы, единого интерфейса для всех компонент, «сквозной» авторизации;
- сложность администрирования;
- отсутствие готовых шаблонов для мониторинга сервисов;
- отсутствие конструктора интерактивных карт;
- отсутствие root manager (инциденты не группируются по узлам);
- отсутствие базы данных управления конфигурациями;
- отсутствие функционала корреляции событий;
- отсутствие готовых шаблонов мониторинга СХД и прикладного ПО;
- высокая нагрузка на жесткий диск (HDD)[10][11].